# Heinrich Middendorf (Bibliothekar)
Heinrich Middendorf (* 28. September 1909 in Altona; † 19. Januar 1982 in Bad Wörishofen) war ein deutscher Bibliothekar.

## Wirken
Heinrich Middendorf studierte Philosophie, Psychologie, Geschichte und Theologie und wurde 1934 an der Universität Freiburg/Br. promoviert. Von 1935 bis 1942 arbeitete er als Heerespsychologe und Personalgutachter. 1942 trat er, zunächst als Volontär, an der Universitätsbibliothek Berlin in die Ausbildung für den höheren Bibliotheksdienst ein. 1943 wechselte er an die Preußische Staatsbibliothek und 1944 an die Bayerische Staatsbibliothek, wo er im gleichen Jahr die Fachprüfung ablegte. Bis zum Eintritt in den Ruhestand war Middendorf dann an der Bayerischen Staatsbibliothek tätig, 1957 wurde er dort Bibliotheksdirektor und 1967 Direktor. Nach dem Zweiten Weltkrieg kümmerte er sich als Baureferent der BSB um ihren Wiederaufbau, außerdem um die Generalrevision der Bibliotheksbestände und den Abgleich ihrer Kataloge. Außerdem wirkte Middendorf im Verein Deutscher Bibliothekare und als Schriftleiter der Zeitschrift für Bibliothekswesen und Bibliographie (ZfBB) während ihrer ersten Erscheinungsjahre. Außerdem war er beteiligt am Entwurf der Leihverkehrsordnung (LVO) der deutschen Bibliotheken von 1966.

## Schriften
- Gott sieht. Eine terminologische Studie über das Schauen Gottes im Alten Testament. Plischke, Breslau 1935 (Dissertation Universität Freiburg/Br.).
- Bericht über den Bibliothekartag in Mainz 3.–6. Juni 1952. In: Nachrichten für wissenschaftliche Bibliotheken, Bd. 5 (1952), S. 128–131.
- Die Generalrevision der Bayerischen Staatsbibliothek 1956-1958. In: Zeitschrift für Bibliothekswesen und Bibliographie, Bd. 4 (1958), S. 305–320.
- Zur Einschaltung der Zentralkataloge in den Leihverkehr. In: Zeitschrift für Bibliothekswesen und Bibliographie, Bd. 8 (1961), S. 233–247.
- Zur Neufassung der Leihverkehrsordnung. In: Zeitschrift für Bibliothekswesen und Bibliographie, Bd. 11 (1964), S. 313–329.
- Die Bayerische Staatsbibliothek 1945–1964. In: Hans Striedl (Hrsg.): Buch und Welt. Festschrift für Gustav Hofmann zum 65. Geburtstag dargebracht. Harrassowitz, Wiesbaden 1965, S. 7–71 (wieder abgedruckt in: Rupert Hacker/Hrsg.: Beiträge zur Geschichte der Bayerischen Staatsbibliothek. Saur, München 2000, S. 317–362, ISBN 3-598-24060-0).
- Zur Leihverkehrsordnung 1966. In: Ernst Zunker (Hrsg.): Der Leihverkehr in der Bundesrepublik Deutschland. Die Leihverkehrsordnung von 1966; Einführung, Kommentar, Verzeichnis der am Leihverkehr teilnehmenden Bibliotheken, Literaturverzeichnis (= Zeitschrift für Bibliothekswesen und Bibliographie, Sonderhefte, Bd. 8). Klostermann, Frankfurt/M. 1968, S. 9–34.
- Leihverkehrsordnung für die deutschen Bibliotheken. Mit Kommentar und Abweichungen. In: Ebd., S. 35–53.